# Metapolityka
Metapolityka (od greckiego metá „poza”, „po” i gr. politiká) – ujęta filozoficznie teoria polityki. Elementami metapolityki jest teoria bytu (metafizyka), teoria poznania (epistemologia) i teoria wartości (aksjologia). Pojęcie po raz pierwszy zostało użyte w dziele Allgemeines Staatsrecht und Staatsverfassungslehre (Göttingen 1793) przez niemieckiego historyka, Augusta von Schlözera.